# Заклинателят (книга)
„Заклинателят“ (на английски: The Exorcist) е хорър роман, написан от Уилям Питър Блати през 1971 г.
Книгата разказва за демоничното обладаване на 12-годишната Ригън Макнийл, дъщеря на известна актриса, както и за психиатър свещеник йезуит, който се опитва да прогони демона. Публикуван от Harper & Row, романът е база на изключително успешната филмова адаптация, излязла две години по-късно, чийто сценарий също е написан от Блати.
Романът е вдъхновен от действителен случай от 1949 г. на демонично обладаване и екзорсизма, за когото Блати чува, докато е студент в университета Джорджтаун през 1950 г. За това действието в романът се развива във Вашингтон в близост до кампуса на университета. През септември 2011 г. е преиздаден за да се отбележи 40-ия рожден ден на романа.

## Сюжет
Внимание:  Текстът по-долу разкрива сюжета на произведението (или части от него)!
Възрастен йезуитски свещеник на име Ланкастър Мерин ръководи археологически разкопки в северната част на Ирак и изучава древни реликви. След откриването на малка статуя на демона Пазузу (действителен древен асирийски полубог), серия от поличби го предупреждават за предстояща конфронтация с мощно зло, с което, неизвестно за читателя в този момент, той се преборва преди при екзорсизъм в Африка.
В същото време, в Джорджтаун, едно младо момиче на име Ригън Макнийл живее с известната си майка, актрисата Крис Макнийл, която е в Джорджтаун за да снима филм. Когато Крис завършва работата си по филма, Ригън започва необяснимо да се разболява. След поредица от полтъргайст-подобни събития в тяхната къща под наем, за които Крис се опитва да намери правдоподобни обяснения, Ригън започва бързо да се променя психологически и физически: тя отказва да яде, нито да спи, става отдръпната и френетична, и все по-агресивна. Крис първоначално мисли поведението на Ригън, че е в резултат на потиснат гняв заради развода на родителите си и отсъстващ баща.
След няколко неуспешни психиатрични и медицински лечения, майката на Ригън, която е атеист, се обръща към местен йезуитски свещеник за помощ, когато личността на Ригън става все по-обезпокоителна. Отец Демиън Карас, който преминава през криза на вярата, свързана със загубата на майка си, се съгласява да види Ригън като психиатър, но първоначално се противи на идеята, че това е действително демонично обладаване. След няколко срещи с детето, вече напълно демонична личност, той се обръща към местния епископ за разрешение за извършване на екзорсизъм върху детето.
Епископът, с които той се консултира не вярва Карас да е квалифициран да изпълнява ритуалите, и назначава опитния Мерин, който скоро се връща в САЩ за извършването на екзорсизма, въпреки че той допуска Карас да му помогне. Дългият екзорсизъм тества свещениците както физически, така и духовно. Когато Мерин, който преди това е претърпял сърдечна аритмия, умира по време на процеса, завършването на екзорсизма в крайна сметка трябва да направи отец Карас. Когато той настоява, демоничният дух да се всели в него вместо невинната Ригън, демонът се възползва от възможността да обладае свещеникът. Карас геройски жертва собствения си живот в замяна на Ригън, като скача от прозореца на спалнята и преди смъртта си, връща вярата си в Бога като последния му обред е прочетен.

## Адаптации
През 1973 г. по романът излиза филма „Заклинателят“, който е режисиран от Уилям Фридкин, Блати е сценарист и продуцент. Участие взимат актьорите Елън Бърстин, Макс фон Сюдов, Джейсън Милър, Линда Блеър и др. Филма печели Сатурн за най-добър хорър филм и Златен глобус за най-добър филм - драма.

## Успехи
Според испанския книжен институт, превода на книгата в Испания е на осмо място по продажби през 1975 г.

## Публикации на български език
- 1992: Заклинателят, ИК „Хемус“, София, преводач: Иванка Спасова.
- 2012: Заклинателят, ИК „Изток-Запад“, София, разширено и ревизирано издание, преводач: Любомир Николов.